# Aouze
Aouze és un municipi francès, situat al departament dels Vosges i a la regió del Gran Est. L'any 2007 tenia 194 habitants.

## Demografia

### Població
El 2007 la població de fet d'Aouze era de 194 persones. Hi havia 72 famílies, de les quals 12 eren unipersonals (12 homes vivint sols), 24 parelles sense fills, 32 parelles amb fills i 4 famílies monoparentals amb fills.
La població ha evolucionat segons el següent gràfic:
Habitants censats

### Habitatges
El 2007 hi havia 92 habitatges, 71 eren l'habitatge principal de la família, 11 eren segones residències i 10 estaven desocupats. 91 eren cases i 1 era un apartament. Dels 71 habitatges principals, 67 estaven ocupats pels seus propietaris i 4 estaven llogats i ocupats pels llogaters; 1 tenia una cambra, 1 en tenia dues, 6 en tenien tres, 15 en tenien quatre i 48 en tenien cinc o més. 52 habitatges disposaven pel capbaix d'una plaça de pàrquing. A 28 habitatges hi havia un automòbil i a 36 n'hi havia dos o més.

### Piràmide de població
La piràmide de població per edats i sexe el 2009 era:
| Homes | Edats   | Dones |
| ----- | ------- | ----- |
| 1     | 95 o +  | 0     |
| 1     | 90 a 94 | 1     |
| 1     | 85 a 89 | 5     |
| 0     | 80 a 84 | 1     |
| 6     | 75 a 79 | 7     |
| 1     | 70 a 74 | 6     |
| 5     | 65 a 69 | 2     |
| 10    | 60 a 64 | 7     |
| 5     | 55 a 59 | 3     |
| 5     | 50 a 54 | 8     |
| 9     | 45 a 49 | 5     |
| 8     | 40 a 44 | 7     |
| 7     | 35 a 39 | 9     |
| 7     | 30 a 34 | 6     |
| 5     | 25 a 29 | 5     |
| 3     | 20 a 24 | 2     |
| 5     | 15 a 19 | 4     |
| 7     | 10 a 14 | 8     |
| 8     | 5 a 9   | 4     |
| 6     | 0 a 4   | 3     |

## Economia
El 2007 la població en edat de treballar era de 114 persones, 81 eren actives i 33 eren inactives. De les 81 persones actives 75 estaven ocupades (43 homes i 32 dones) i 6 estaven aturades (6 dones i 6 dones). De les 33 persones inactives 8 estaven jubilades, 8 estaven estudiant i 17 estaven classificades com a «altres inactius».

### Ingressos
El 2009 a Aouze hi havia 78 unitats fiscals que integraven 205,5 persones, la mediana anual d'ingressos fiscals per persona era de 15.299 €.

### Activitats econòmiques
Dels 6 establiments que hi havia el 2007, 1 era d'una empresa de fabricació d'altres productes industrials, 1 d'una empresa de construcció, 3 d'empreses de comerç i reparació d'automòbils i 1 d'una empresa de transport.
L'únic servei als particulars que hi havia el 2009 era un electricista.
L'any 2000 a Aouze hi havia 11 explotacions agrícoles que ocupaven un total de 465 hectàrees.

## Poblacions més properes
El següent diagrama mostra les poblacions més properes.